# Gobiodon rivulatus
Gobiodon rivulatus es una especie de peces de la familia de los Gobiidae en el orden de los Perciformes.

## Morfología
Los machos pueden llegar a alcanzar los 5 cm de longitud total.

## Distribución geográfica
Se encuentra desde el Mar Rojo y el África Oriental hasta las Tuamotu e Islas Ryukyu.

## Observaciones
Es inofensivo para los humanos.